# Roncon
Roncon este o arie protejată (arie specială de conservare — SAC, sit de importanță comunitară — SCI) din Italia întinsă pe o suprafață de 2,9 ha, integral pe uscat.

## Localizare
Centrul sitului Roncon este situat la coordonatele 46°24′06″N 11°37′53″E / 46.401689°N 11.631466°E.

## Înființare
Situl Roncon a fost declarat sit de importanță comunitară în iunie 1995 pentru a proteja 2 specii de animale. Situl a fost protejat și ca arie specială de conservare în martie 2014.

## Biodiversitate
Situată în ecoregiunea alpină, aria protejată conține 5 habitate naturale: Mlaștini alcaline, Pajiști alpine și subalpine calcaroase, Turbării active, Ape puternic oligomezotrofe cu vegetație bentonică cu Chara spp., Fânețe montane.
La baza desemnării sitului se află mai multe specii protejate de  păsări (2): minunița (Aegolius funereus), ciuvică (Glaucidium passerinum)
Pe lângă speciile protejate, pe teritoriul sitului au mai fost identificate 1 specie de plante, 1 specie de amfibieni, 3 specii de mamifere.